# Хиггинс, Крис
Крис Хи́ггинс (англ. Christofer Higgins; 2 июня 1983, Смиттаун, Нью-Йорк, США) — профессиональный канадский хоккеист, нападающий. Последним клубом в НХЛ у Хиггинса был «Ванкувер Кэнакс».
В юниорском возрасте выступал за команду Йельского университета «Булдогс», выступающей в конференции ECAC Национальной ассоциации студенческого спорта. На драфте НХЛ 2002 г. был выбран в первом раунде под общим 14-м номером канадским клубом «Монреаль Канадиенз». Проведя два года в команде АХЛ «Гамильтон Булдогс», в сезоне 2005/2006 закрепился в составе «Монреаля» в НХЛ. В июне 2009 г. был обменян в «Нью-Йорк Рейнджерс». После коротких периодов пребывания в стане «Рейнджерс», «Калгари Флэймз» и «Флорида Пантерз», в феврале 2011 г. присоединился к «Ванкувер Кэнакс», где и играет сейчас.
Защищал цвета американского флага на трёх международных турнирах: молодёжных чемпионатах мира 2002 и 2003 гг, а также на чемпионате мира 2009 г. Медали выиграть ни на одном из них сборной США не удалось.

## Статистика

### Клубная карьера
Последнее обновление: 24 марта 2012 года
```
                                       --- Regular Season ---  ---- Playoffs ----
Season   Team                   Lge    GP    G    A  Pts  PIM  GP   G   A Pts PIM
---------------------------------------------------------------------------------
2001-02  Yale University        ECAC   27   14   17   31   32
2002-03  Yale University        ECAC   28   20   21   41   41
2003-04  Montreal Canadiens     NHL     2    0    0    0    0  --  --  --  --  --
2003-04  Hamilton Bulldogs      AHL    67   21   27   48   18  10   3   2   5   0
2004-05  Hamilton Bulldogs      AHL    76   28   23   51   33   4   3   3   6   4
2005-06  Montreal Canadiens     NHL    80   23   15   38   26   6   1   3   4   0
2006-07  Montreal Canadiens     NHL    61   22   16   38   26  --  --  --  --  --
2007-08  Montreal Canadiens     NHL    82   27   25   52   22  12   3   2   5   2
2008-09  Montreal Canadiens     NHL    57   12   11   23   22   4   2   0   2   2
2009-10  New York Rangers       NHL    55    6    8   14   32  --  --  --  --  --
2009-10  Calgary Flames         NHL    12    2    1    3    0  --  --  --  --  --
2010-11  Florida Panthers       NHL    48   11   12   23   10  --  --  --  --  --
2010-11  Vancouver Canucks      NHL    14    2    3    5    6  25   4   4   8   2
2011-12  Vancouver Canucks      NHL    63   13   25   38   16
---------------------------------------------------------------------------------
         NHL Totals                   474  118  116  234  160  47  10   9  19   6

```